# Christian Kouan
Christian Kouan Oulaï (Abidjan, 20 dicembre 1999) è un calciatore ivoriano, centrocampista del Cosenza.

## Caratteristiche tecniche
Centrocampista abile nel pressing e nella fase di interdizione, molto veloce e dotato di un buon senso del gol grazie alla sua capacità negli inserimenti offensivi, è stato paragonato dal suo ex allenatore Alessandro Nesta a Gennaro Gattuso.

## Carriera
Arrivato a Roma nel 2015 per ricongiungersi con alcuni familiari (i genitori si trovavano invece a Parigi), inizia a giocare a calcio nel settore giovanile della Vigor Perconti, storica società dilettantistica romana. Dopo essersi messo in mostra con la squadra capitolina, nel 2017 viene acquistato, per diecimila euro, dal Perugia, che lo inserisce nella formazione Primavera; il 20 gennaio 2018, al suo esordio tra i professionisti, segna la prima rete del club umbro in occasione della partita di Serie B vinta per 2-0 contro la Virtus Entella. Si ripete anche nella partita successiva, vinta per 0-2 contro il Pescara; in seguito firma quindi il primo contratto professionistico, valido fino al 2022.
Il 26 giugno 2024, viene annunciato il suo ingaggio a parametro zero da parte del Cosenza, in Serie B, con cui firma un contratto biennale, con decorrenza dal 1º luglio successivo e opzione per un'ulteriore stagione.

## Statistiche

### Presenze e reti nei club
Statistiche aggiornate al 13 maggio 2025.
| Stagione        | Squadra         | Campionato      | Campionato | Campionato | Coppe nazionali | Coppe nazionali | Coppe nazionali | Coppe continentali | Coppe continentali | Coppe continentali | Altre coppe | Altre coppe | Altre coppe | Totale | Totale |
| Stagione        | Squadra         | Comp            | Pres       | Reti       | Comp            | Pres            | Reti            | Comp               | Pres               | Reti               | Comp        | Pres        | Reti        | Pres   | Reti   |
| --------------- | --------------- | --------------- | ---------- | ---------- | --------------- | --------------- | --------------- | ------------------ | ------------------ | ------------------ | ----------- | ----------- | ----------- | ------ | ------ |
| 2017-2018       | Perugia         | B               | 10         | 2          | CI              | 0               | 0               | -                  | -                  | -                  | -           | -           | -           | 10     | 2      |
| 2018-2019       | Perugia         | B               | 13+1       | 3          | CI              | 0               | 0               | -                  | -                  | -                  | -           | -           | -           | 14     | 3      |
| 2019-2020       | Perugia         | B               | 15+2       | 1+2        | CI              | 2               | 0               | -                  | -                  | -                  | -           | -           | -           | 19     | 3      |
| 2020-2021       | Perugia         | C               | 29         | 4          | CI              | 1               | 0               | -                  | -                  | -                  | SC          | 1           | 0           | 31     | 4      |
| 2021-2022       | Perugia         | B               | 34+1       | 4+1        | CI              | 2               | 0               | -                  | -                  | -                  | -           | -           | -           | 37     | 5      |
| 2022-2023       | Perugia         | B               | 31         | 2          | CI              | 1               | 0               | -                  | -                  | -                  | -           | -           | -           | 32     | 2      |
| 2023-2024       | Perugia         | C               | 32+3       | 2          | CI-C            | 0               | 0               | -                  | -                  | -                  | -           | -           | -           | 35     | 2      |
| Totale Perugia  | Totale Perugia  | Totale Perugia  | 164+7      | 18+3       |                 | 6               | 0               |                    | -                  | -                  | -           | 1           | 0           | 178    | 21     |
| 2024-2025       | Cosenza         | B               | 33         | 0          | CI              | 1               | 0               | -                  | -                  | -                  | -           | -           | -           | 34     | 0      |
| Totale carriera | Totale carriera | Totale carriera | 204        | 21         |                 | 7               | 0               |                    | -                  | -                  | -           | 1           | 0           | 212    | 21     |

## Palmarès

### Club

#### Competizioni nazionali
- Serie C: 1

Perugia: 2020-2021 (girone B)